# Pseudagrion azureum
Pseudagrion azureum är en trollsländeart som beskrevs av James George Needham och Gyger 1939. Pseudagrion azureum ingår i släktet Pseudagrion och familjen dammflicksländor. IUCN kategoriserar arten globalt som otillräckligt studerad. Inga underarter finns listade i Catalogue of Life.